# Права ЛГБТ у Казахстані
Лесбійки, геї, бісексуали та трансгендерні люди (ЛГБТ) в Казахстані можуть зіткнутися з юридичними проблемами, з якими не стикаються жителі, які не належать до ЛГБТ. Гомосексуальні стосунки в Казахстані легалізовані з кінця 1997 де-факто, з 1998 де-юре, в тому ж 1997 був прийнятий стандартизований вік сексуальної згоди — 16 років незалежно від сексуальної орієнтації. Дотримання права і свободи громадян Казахстану, які стосуються ЛГБТ, є актуальною проблемою сучасному Казахстані. «Невидимість» та «ущемленість» представників ЛГБТ у Казахстані сприймаються як нормальне явище. З цим пов'язані прояви агресії, нетерпимості та політичні репресії щодо ЛГБТ у Казахстані. Конституція країни визначає Казахстан світською державою, проте більшість казахстанців сповідують іслам суннітського толку (ханафітського мазхабу) (55,11 %), який значно впливає на сприйняття суспільством членів ЛГБТ-спільноти.
З початку 21 століття підтримка прав ЛГБТ у Казахстані посилюється. Після розпаду Радянського Союзу і здобуття незалежності в 1991 році, казахстанська ЛГБТ-спільнота поступово стала більш помітною і політично більш організованою, організувавши кілька ЛГБТ-заходів в Астані, Актобі, Алма-Аті, Караганді, Костанаї , Павлодарі. Правозахисники зазначають, що в Казахстані йде наступ на громадянські права ЛГБТ, скорочується простір для обговорення гомосексуальності, вводиться цензура у ЗМІ та відбувається переслідування інакодумців. Більшість громадян Казахстану, як і раніше, ставляться до ЛГБТ нетерпимо і неповажно. Трансгендерам дозволено подавати заяви про зміну своєї юридичної статі з 2003. З 2022 ЛГБТ представникам в Казахстані дозволено відкрито служити в армії.
Некомерційні одностатеві сексуальні зв'язки між дорослими (з 16 років) не є незаконними у Казахстані, якщо вони добровільні. У той же час одностатеві пари не мають прав на такий самий правовий захист, як різностатеві подружні пари. Реєстрація одностатевих шлюбів офіційно заборонена Кодексом «Про шлюб (подружжя) та сім'ю», який визначає шлюб як союз виключно між чоловіком і жінкою. Їм заборонено вступати у законний шлюб та усиновлювати дітей. У Казахстані немає спеціального антидискримінаційного законодавства, трудового чи іншого (як, наприклад, на пострадянському просторі в країнах Балтії, Грузії та України), яке б забороняло дискримінацію за ознакою сексуальної орієнтації у всіх сферах. У 2011 році Казахстан був єдиною країною в Європі, яка виступила проти ухвалення Декларації Організації Об'єднаних Націй з питань сексуальної орієнтації та гендерної ідентичності.
У великих містах Казахстану, в першу чергу в Астані та Алма-Аті, працюють гей-клуби.

## Законодавство щодо ЛГБТ
До 1997 року стаття 104 «Мужоложство» Кримінального кодексу Казахстану використовувалася для переслідування чоловіків за одностатеві стосунки. Ця стаття була успадкована з радянського періоду. Таким чином, гомосексуальність легальна в Казахстані з 1997.
З 2003 року в Казахстані офіційно дозволені операції з корекції статі.
З 26 грудня 2011 року в Казахстані, згідно з новим кодексом «Про шлюб та сім'ю», законодавчо заборонено укладення шлюбу між особами однієї статі. Гомосексуальні пари не можуть скористатися сурогатним материнством, оскільки це доступно лише подружнім парам, які перебувають у шлюбі, під час укладання договору сурогатного материнства, а саме «нотаріально засвідченої письмової угоди між особами, які перебувають у шлюбі (подружжі) і бажають мати дитину, і бажають мати дитину і свою згоду на виношування та народження дитини» (п.п. 35, п. 1, ст. 1, Кодекс про шлюб та сім'ю).
Згідно з Додатком 10 до наказу Міністра освіти і науки Республіки Казахстан «Про затвердження стандартів державних послуг у сфері сім'ї та дітей» від 13 квітня 2015 року № 198 серед інших обмежень для усиновлення дітей зазначається заборона для: — «осіб, які дотримуються нетрадиційної сексуальної орієнтації» ; — осіб чоловічої статі, які не перебувають у зареєстрованому шлюбі (подружжі).
Заборона на службу у органах внутрішніх справ. Відповідно до вимог, що висуваються до відповідності стану здоров'я осіб для служби в органах внутрішніх справ, людина не може служити в органах внутрішніх справ у разі «розладу особистості (F60-F69)», зокрема, згідно з третім підпунктом (стійка компенсація особистісних реакцій) відносяться: «Ознаки розладу статевої ідентифікації та сексуальної переваги, сексуальної орієнтації…».
Пункт 2, статті 14, Конституції Республіки Казахстан: «Ніхто не може піддаватися будь-якої дискримінації з мотивів походження, соціального, посадового та майнового становища, статі, раси, національності, мови, ставлення до релігії, переконань, місця проживання чи з будь-яким іншим обставин» .
Трудовий Кодекс Казахстану не включає безпосередньо у забороні на дискримінацію поняття «сексуальна орієнтація» та «гендерна ідентичність», але стаття про заборону дискримінації в галузі праці містить відкритий список причин («за іншими обставинами»), що дозволяє говорити, що сексуальна орієнтація та гендерна ідентичність теж входить до цього списку.

### Закон «Про захист дітей від інформації, що завдає шкоди їх здоров'ю та розвитку»

Карта Казахстану у кольорах райдужного прапора свободи та гордості прогресу ЛГБТ

Законопроект розроблявся з 2012 року. У лютому 2015 року Верхня палата (Сенат) парламенту Казахстану схвалила законопроект «Про захист дітей від інформації, що завдає шкоди їхньому здоров'ю та розвитку». До такої інформації, серед іншого, законопроект відносить інформацію, що «пропагує нетрадиційну сексуальну орієнтацію». Одразу після схвалення законопроект був відправлений на підпис Президенту.
15 травня 2015 року в іноземних ЗМІ було розтиражовано заяву 27 чинних та колишніх спортсменів. Вони розкритикували заплановану заборону «пропаганди нетрадиційної сексуальної орієнтації в Казахстані» як невідповідний олімпійському руху, закликавши Міжнародний Олімпійський комітет відмовитися від проведення Олімпійських ігор 2022 у Казахстані, на які претендувала країна. Організація «Freedom House», що базується у Вашингтоні, також закликала відхилити законопроект, заявивши, що закон не має нічого спільного з безпекою дітей, може ще більше погіршити і без того погану ситуацію зі свободою слова в Казахстані і служитиме прикриттям для дискримінації та нетерпимості до гомосексуалів у Казахстані. Після чого Конституційною Радою Казахстану через недостатньо точних формулювань було прийнято постанову про невідповідність двом законам Конституції.
Влітку 2015 року Конституційна Рада Казахстану визнала не відповідним Конституції цей законопроект.

## Військова служба
Згідно з законодавством, з 2022 року ЛГБТ-людям дозволено відкрито служити в армії.

## Умови життя
ЛГБТ-люди в Казахстані стикаються з дискримінацією через їх сексуальну орієнтацію або гендерну ідентичність протягом їх повсякденного життя. Негативне ставлення до ЛГБТ-людей проявляється у вигляді соціальної ізоляції, знущань та насильства; все це часто призводить до завдання фізичної, психологічної та емоційної шкоди. Для того, щоб уникнути негативного ставлення до себе, багато ЛГБТ-людей змушені приховувати свою сексуальну орієнтацію та/або гендерну ідентичність майже від усіх людей. Більшість із них вважають за необхідне приховувати свою сексуальну орієнтацію та/або гендерну ідентичність від колег по роботі, щоб зберегти своє робоче місце та уникнути ворожості з боку начальства та колег.
Про реакцію казахстанського суспільства свідчать цифри зі звіту: 81,2 % опитаних респондентів зазначили, що суспільство загалом належить до ЛГБТ із засудженням та неповагою. Майже кожен четвертий гей або лесбійка зазнавали фізичного та психологічного насильства через свою сексуальну орієнтацію.
Міжнаціональні дослідження університету Чикаго, проведені у 2011 році, показали, що тенденція до толерантного ставлення до ЛГБТ-людей сповільнилася і погіршилася в Росії та інших колишніх республіках СРСР, що йде врозріз зі світовими тенденціями.
3 жовтня 2013 року пройшов уперше день геїв у Караганді.

## Дискримінація

ЛГБТ прапор Казахстану. Прапор є фіктивним, офіційно не є прийнятим.

Представники ЛГБТ-спільноти в Казахстані стикаються з високим рівнем негативних стереотипів та соціальних забобонів, як і в інших пострадянських країнах.
Міністр оборони РК Адільбек Джаксибеков сказав, що гомосексуальність перешкоджає проходженню військової служби у Збройних силах, інших військах та військових формуваннях країни. Депутат мажилісу Каїрбек Сулейменов заявив, що в Казахстані потрібно створювати механізми протидії таким тенденціям, що активно розвиваються в Західній Європі, як одностатеві шлюби.
«Є нічні клуби, їх хтось перевіряє і хтось туди взагалі ходить? Ми, депутати, іноді хочемо щось провести для молоді, але не можемо орендувати ці будівлі нам не дають, а їм будь ласка. Ми вважаємо, що це є ненормальна політика західних країн. Ми повинні захищатися від цього», — каже Бахитбек Смагул, депутат.
Депутат Алдан Смайил сказав: «Якщо ми зараз не вживемо заходів, ми це не зупинимо. В Алма-Аті вже 20 гей-клубів, в Астані 4 клуби! Це що за ганьба? Чекатимемо на реакцію уряду на пропозицію. Якщо її не буде, то ми, депутати, маємо озвучити це питання. Треба ухвалити закон, який дозволить вважати їх злочинцями». На думку Алдана Смаїла в Казахстані 240 тисяч геїв та лесбійок. Приводом для занепокоєння депутата стало публічне одруження та весілля двох дівчат у Караганді. Житель Шимкента, який відкрито заявив про свою гомосексуальність, був змушений через образи і приниження сусідів і знайомих покинути місто і переїхати до Москви. У 2010 році в Караганді вбито лідера організації, яка захищала права ЛГБТ-людей.
26 листопада 2013 року були піддані переслідуванню творці проекту oktobegay.kz. Сам проект було закрито за участю прокуратури міста Алма-Ати і Міністерства освіти та науки Казахстану. Представники відомства оголосили сайт незаконним і направили офіційний запит до Міністерства культури та інформації з пропозицією заблокувати портал oktobegay.kz. Два казахстанські депутати Алдан Смайил і Бахитбек Смагул направили запити до Генеральної прокуратури та Прем'єр-міністра Республіки на предмет прийняття. За словами представника прокуратури, «пропаганда гомосексуалізму, розміщена на порталі, порушує права дітей згідно із законом „Про права дитини в Республіці Казахстан“».
16 травня 2014 року відбулася акція противників геїв в Алма-Аті. Близько 80 осіб мітингували біля алма-атинського гей-клубу.
У серпні 2014 року розгорівся скандал через рекламний постер із зображенням Курмангази і Пушкіна, що цілуються, на кшталт відомого графіті «Братський поцілунок». Консерваторія імені Курмангази зажадала від рекламної агенції 34 мільйони тенге (близько 184 тисячі американських доларів) за «моральну шкоду». Суд повністю задовольнив вимогу обвинувача. Директору рекламної агенції Дарії Хамітжанової довелося емігрувати в Україну, а рекламне агентство самоліквідувалося.
5 листопада 2019 року киргизстанська ЛГБТ-організація «Лабрис» спільно з казахстанськими ЛГБТ-правозахисниками планували провести зустріч, присвячену правам людини в комплексі, який надає конференц-зали та часто використовується правозахисними організаціями, включаючи ЛГБТ-правозахисників. Було заброньовано місце та здійснено оплату, проте на етапі фіналізації формальностей керівництву комплексу стало відомо, що замовником виступає ЛГБТ-організація. У результаті за кілька днів до заходу комплекс зняв броню, фактично зірвавши захід. У своїй офіційній відповіді представники комплексу заявили, що їхній заклад «спеціалізується на сімейному відпочинку, а також дотримується традиційних сімейних традицій», крім того, вони заявили, що нібито «рух ЛГБТ незаконний на території Казахстану».

## ЛГБТ-активізм
Проводяться театралізовані ЛГБТ-постановки, мистецькі виставки, зокрема на виставці у 2017 році на картині було зображено казахський батир-гей, на думку художника, картина символізує, що предки казахів підтримують гей-спільноту у цьому.
У країні здійснює свою діяльність фонд «Community», ЛГБТ-об'єднання «Калейдоскоп», Feminita та KazFem, які 8 березня 2017 року на центральній вулиці провели «Марш рівності» за підтримки та з дозволу міської адміністрації міста Алма-Ати. Активісти та керівники таких спільнот неодноразово бували на гей-парадах за кордоном, де піднімали державний прапор Казахстану, а також деякі з них у минулому брали участь у неузгодженому мітингу проти девальвації.

## ЛГБТ-організації
- Громадський Фонд «Адалі» (Алма-Ати)
- ОМОО «AS АКТИВ» Архівна копія на сайті Wayback Machine. (Усть-Каменогорськ)
- Казахстанська феміністська ініціатива «Фемініту» Архівна копія на сайті Wayback Machine.
- Ініціативна група «Alma-TQ»
- ЛГБТ-об'єднання #Калейдоскоп Архівна копія на сайті Wayback Machine.
- ЛГБТ-портал про життя казахстанської спільноти "Kok.team Архівна копія на сайті Wayback Machine.[43]

## Зведена таблиця
| Тип | Статус |
| --- | --- |
| Одностатеві сексуальні відносини закони                                                                    | (З кінця 1997 року де-факто по всій країні, з 1998 року де-юре по всій країні; лесбійство ніколи не було поза законом) |
| Рівний вік згоди (16 років)                                                                                | (З 1997 року) |
| Антидискримінаційні закони у сфері зайнятості                                                              | (З 2022 року; відкритий список причин, з яких заборонено дискримінацію у сфері праці)                                  |
| Антидискримінаційні закони при наданні товарів та послуг                                                   | |
| Антидискримінаційні закони у всіх інших областях (включаючи непряму дискримінацію, розпалювання ненависті) | |
| Одностатеві шлюби                                                                                          | |
| Визнання одностатевих пар                                                                                  | |
| Усиновлення пасинка одностатевими парами                                                                   | |
| Спільне усиновлення одностатевими парами                                                                   | |
| ЛГБТ дозволено відкрито служити в армії                                                                    | (З 2022) |
| Право змінити юридичну стать у документах                                                                  | (З 2003 року; з дозволу комісії лікарів, потрібна операція, стерилізація)                                              |
| Доступ до ЕКО для лесбійок                                                                                 | |
| Комерційне (платне) сурогатне материнство для гей-пар                                                      | (Як альтруїстичне, так і комерційне сурогатне материнство не заборонено гетеросексуальним парам)                       |
| ЧСЧ дозволено здавати кров                                                                                 | |